# وادي سيدنا
وادي سيّدنا هو وادي يقع شمال أم درمان، في ولاية الخرطوم، السودان. يتميز بارتباطهبالأكاديمية العسكرية السودانية، وقاعدة وادي سيدنا الجوية، والتي كانت موضعًا لمهام وعمليات إجلاء، بما في ذلك تلك التي قامت بها القوات الجوية الهندية لإجلاء الأفراد خلال حرب 2023.
الأرض المحيطة به مسطحة، وأعلى مكان في المنطقة يبلغ ارتفاعه 434 متراً ويبعد 2.5 كم جنوب الوادي. يوجد حوالي 47 شخصًا لكل كيلومتر مربع حوله، وهو عدد صغير نسبيًا. أقرب مدينة له هي أم درمان، على بعد 17.8 كم جنوب الوادي. المنطقة المحيطة به تكاد تكون فيها منازل سكنية، وتنتشر فيها التلال بشكل ملحوظ.

## المناخ
| مخطط المناخ وادي سيدنا | مخطط المناخ وادي سيدنا | مخطط المناخ وادي سيدنا | مخطط المناخ وادي سيدنا | مخطط المناخ وادي سيدنا | مخطط المناخ وادي سيدنا | مخطط المناخ وادي سيدنا | مخطط المناخ وادي سيدنا | مخطط المناخ وادي سيدنا | مخطط المناخ وادي سيدنا | مخطط المناخ وادي سيدنا | مخطط المناخ وادي سيدنا |
| --- | ---------------------- | ---------------------- | ---------------------- | ---------------------- | ---------------------- | ---------------------- | ---------------------- | ---------------------- | ---------------------- | ---------------------- | ---------------------- |
| 01 | 02                     | 03                     | 04                     | 05                     | 06                     | 07                     | 08                     | 09                     | 10                     | 11                     | 12                     |
| 1 32 15 | 1 37 17                | 1 41 20                | 2 45 25                | 11 44 25               | 13 41 26               | 66 39 25               | 113 34 24              | 31 40 25               | 8 44 26                | 1 40 24                | 1 35 20                |
| متوسط درجة-الحرارة °س مجاميع الهطل مم |                        |                        |                        |                        |                        |                        |                        |                        |                        |                        |                        |
| بالوحدات الإنكليزية \| 01 \| 02 \| 03 \| 04 \| 05 \| 06 \| 07 \| 08 \| 09 \| 10 \| 11 \| 12 \| \| 0 90 59 \| 0 99 63 \| 0 106 68 \| 0.1 113 77 \| 0.4 111 77 \| 0.5 106 79 \| 2.6 102 77 \| 4.4 93 75 \| 1.2 104 77 \| 0.3 111 79 \| 0 104 75 \| 0 95 68 \| \| متوسط درجة-الحرارة °ف مجاميع الهطول ″ \| \| \| \| \| \| \| \| \| \| \| \| |                        |                        |                        |                        |                        |                        |                        |                        |                        |                        |                        |
| 01 | 02                     | 03                     | 04                     | 05                     | 06                     | 07                     | 08                     | 09                     | 10                     | 11                     | 12                     |
| 0 90 59 | 0 99 63                | 0 106 68               | 0.1 113 77             | 0.4 111 77             | 0.5 106 79             | 2.6 102 77             | 4.4 93 75              | 1.2 104 77             | 0.3 111 79             | 0 104 75               | 0 95 68                |
| متوسط درجة-الحرارة °ف مجاميع الهطول ″ |                        |                        |                        |                        |                        |                        |                        |                        |                        |                        |                        |

المناخ حار، متوسط درجة الحرارة 31 °م (88 °ف)، الشهر الأكثر حرارة هو أبريل، عند 35 °م (95 °ف)، وأبردها هو شهر يناير عند 24 °م (75 °ف). ويبلغ متوسط هطول الأمطار 248 ملم في السنة. الشهر الأكثر رطوبة هو أغسطس، حيث يبلغ معدل هطول الأمطار 113 ملم، والأكثر جفافًا هو شهر يناير، حيث يبلغ معدل هطول الأمطار 1 ملم.